# Гаревац
Гаревац (серб. Гаревац) —  населённый пункт (посёлок) в общине Модрича, который принадлежит энтитету Республике Сербской, Босния и Герцеговина. Расположен в 5 км к востоку от города Модрича, на железной дороге (на город Шамац), на побережье реки Босны.

## Население
Численность населения посёлка Гаревац по переписи 2013 года составила 3 387 человек.
Этнический состав населения населённого пункта по данным переписи 1991 года:
- хорваты — 2.304 (82,43 %),
- сербы — 171 (6,11 %),
- боснийские мусульмане — 85 (3,04 %),
- югославы — 80 (2,86 %),
- прочие — 155 (5,54 %).

Всего: 2.795 чел.